# Congruences de Ramanujan
En mathématiques, les congruences de Ramanujan sont des congruences remarquables à propos de la fonction de partition p(n). Le mathématicien Srinivasa Ramanujan a découvert les congruences:
{\displaystyle {\begin{aligned}p(5k+4)&\equiv 0{\pmod {5}}\\p(7k+5)&\equiv 0{\pmod {7}}\\p(11k+6)&\equiv 0{\pmod {11}}.\end{aligned}}}
Cela signifie que
- Si un nombre est congru à 4 modulo 5, c'est-à-dire qu'il est compris dans la suite

4, 9, 14, 19, 24, 29, . . .
alors le nombre de ses partitions est un multiple de 5.
- Si un nombre est congru à 5 modulo 7, c'est-à-dire qu'il est compris dans la suite

5, 12, 19, 26, 33, 40, . . .
alors le nombre de ses partitions est un multiple de 7.
- Si un nombre est congru à 6 modulo 11, c'est-à-dire qu'il est compris dans la suite

6, 17, 28, 39, 50, 61, . . .
alors le nombre de ses partitions est un multiple de 11.

## Contexte
Dans son article de 1919, il donne la preuve des deux premières congruences en utilisant les identités suivantes (en utilisant la notation de Q-symbole de Pochhammer):
{\displaystyle {\begin{aligned}&\sum _{k=0}^{\infty }p(5k+4)q^{k}=5{\frac {(q^{5})_{\infty }^{5}}{(q)_{\infty }^{6}}}\\&\sum _{k=0}^{\infty }p(7k+5)q^{k}=7{\frac {(q^{7})_{\infty }^{3}}{(q)_{\infty }^{4}}}+49q{\frac {(q^{7})_{\infty }^{7}}{(q)_{\infty }^{8}}}.\end{aligned}}}
Il dit ensuite qu'« il semble qu'il n'y ait pas de propriétés d'une simplicité égale pour d'autres nombres premiers que ceux-ci ».
Après la mort de Ramanujan, en 1920, G.H. Hardy a extrait les preuves des trois congruences d'un manuscrit inédit de Ramanujan sur p(n) (Ramanujan, 1921). La preuve emploie la série d'Eisenstein.
En 1944, Freeman Dyson définit la fonction de rang et conjecture l'existence d'une fonction crank pour les partitions qui fournirait une preuve combinatoire des congruences de Ramanujan modulo 11. Quarante ans plus tard, George Andrews et Frank Garvan ont trouvé une telle fonction et prouvé simultanément les trois congruences de Ramanujan modulo 5, 7 et 11.
Dans les années 1960, A. O. L. Atkin à l'Université de l'Illinois à Chicago a découvert des congruences supplémentaires pour de petits nombres premiers. Par exemple:
{\displaystyle p(11^{3}\cdot 13k+237)\equiv 0{\pmod {13}}.}
en prolongeant les résultats de A. Atkin, Ken Ono en 2000 a prouvé qu'il y a de telles congruences de Ramanujan pour chaque entier premier avec 6. Par exemple, ses résultats donnent
{\displaystyle p(107^{4}\cdot 31k+30064597)\equiv 0{\pmod {31}}} ; en 2005, son élève Karl Mahlburg a amélioré encore ces résultats,  en explicitant le crank.
Une explication conceptuelle de l'observation de Ramanujan a finalement été découverte en janvier 2011 en considérant la dimension de Hausdorff de la fonction {\displaystyle P} suivante dans la topologie l-adique:
{\displaystyle P_{\ell }(b;z):=\sum _{n=0}^{\infty }p\left({\frac {\ell ^{b}n+1}{24}}\right)q^{n/24}.}
On voit qu'il n'a de dimension 0 que dans les cas où ℓ = 5, 7 ou 11 et puisque la fonction de partition peut être écrite comme une combinaison linéaire de ces fonctions cela peut être considéré comme une formalisation et démonstration de l'observation de Ramanujan.
En 2001, R.L. Weaver a donné un algorithme efficace pour trouver les congruences de la fonction de partition, et a totalisé 76 065 congruences. Ceci a été prolongé en 2012 par F. Johansson à 22 474 608 014 congruences, un exemple étant 
{\displaystyle p(999959^{4}\cdot 29k+28995221336976431135321047)\equiv 0{\pmod {29}}.}